# Melampyrum carpathicum
Melampyrum carpathicum là loài thực vật có hoa thuộc họ Cỏ chổi. Loài này được Schult. mô tả khoa học đầu tiên.